# Agnete Goldschmidt
Agnete Goldschmidt gift Rasch (4. august 1899 i København - 17. september 1965 i Hellerup) var en dansk ekspeditionssekretær, cand. jur. og tennisspiller fra B.93.
I nogle få år omkring første verdenskrig blev der afviklet VM i tennis på overdækket bane og i 1921 fandt de sted i KB's tennishal på Frederiksberg. Her nåede Agnete Goldschmidt og Harald Thune Waagepetersen finalen  i mixed double og tabte til Elsebeth Brehm og Erik Tegner. Det skal dog pointeres, at der blandt kvinderne kun var danske deltagere. Hun var medlem af KB Tennis, som arrangerede VM i 1921.
Agnete Goldschmidt vandt det danske mesterskaber indendørs 1921 med svenskeren Charles Wennergren og vandt også samme år damedouble udendørs med Ebba Meyer.
Agnete Goldschmidt var datter af overretssagfører Albert Goldschmidt. Hun blev i 1932 gift med Carl Johan Rasch (1899-1985).  
Hun er begravet på Mosaisk Vestre Begravelsesplads i København.